# Severin Finne
Severin Finne (ur. 12 marca 1883 w Kristianii, zm. 24 marca 1953 w Oslo) – szermierz, szpadzista reprezentujący Norwegię, uczestnik letnich igrzysk olimpijskich w 1912 roku.